# Celama mesomelana
Celama mesomelana är en fjärilsart som beskrevs av George Francis Hampson 1900. Celama mesomelana ingår i släktet Celama och familjen trågspinnare. Inga underarter finns listade i Catalogue of Life.